# Takashi Rakuyama
Takashi Rakuyama (楽山 孝志 Rakuyama Takashi?, nacido el 11 de agosto de 1980 en Toyama) es un exfutbolista japonés. Jugaba de centrocampista y su último club fue el Shenzhen Ruby.
Desde agosto de 2018, es el entrenador principal de Shenzhen Football Club U15, con base en el distrito de Luohu, Shenzhen

## Trayectoria

### Clubes
| Club                | País  | Año         |
| ------------------- | ----- | ----------- |
| JEF United Chiba    | Japón | 2003 - 2008 |
| Sanfrecce Hiroshima | Japón | 2008 - 2009 |
| FK Jimki            | Rusia | 2010        |
| Shenzhen Ruby       | China | 2011 - 2013 |

## Palmarés

### Títulos nacionales
| Título         | Club                | País  | Año  |
| -------------- | ------------------- | ----- | ---- |
| Copa J. League | JEF United Chiba    | Japón | 2005 |
| Copa J. League | JEF United Chiba    | Japón | 2006 |
| J2 League      | Sanfrecce Hiroshima | Japón | 2008 |